# Династія Вадіяр

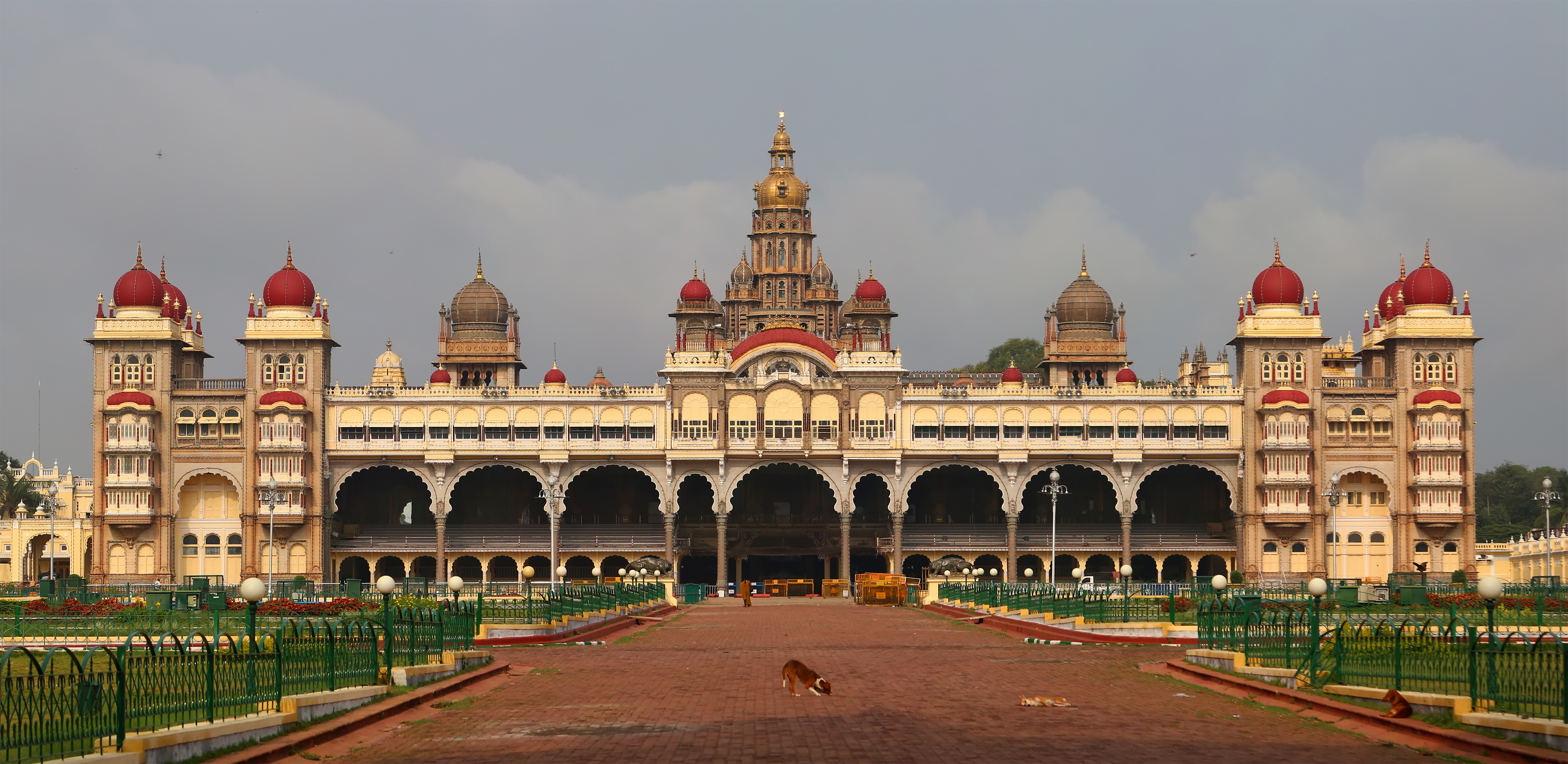
Майсурський палац

Вадіяр — індійська династія правителів Майсуру від 1399 до 1761 та від 1799 до 1947 року.

## Історія
Мовою каннада слово вадіяр (каннада ಒಡೆಯ ್) означає володар або володіння.
Вадіяри походили ядавської Двараки, вони прийшли до Карнатаки та вподобали місцевість, де збудували свою столицю.
Династію заснував 1399 року Ядурая. Вадіяри правили Майсуром під протекторатом Віджаянагарської імперії до 1565 року. Після падіння останньої Майсур здобув незалежність.
За правління Крішнараджа Вадіяр III (1799—1868) князівство потрапило під контроль Британської імперії. Два останніх правителя династії Крішнараджа Вадіяр IV та Джаякамараджа Вадіяр були нагороджені орденом Британської імперії.